# Петрозаводськ

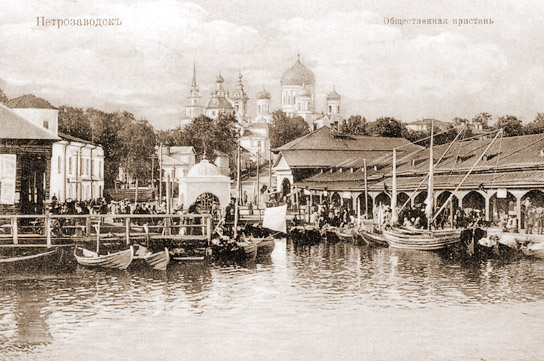
Вид старого Петрозаводська з боку Онезького озера

Петрозаво́дськ (рос. Петрозаво́дск, фін. і карел. Petroskoi, вепс. Zavod), у 1941—1944 називалося Яанісліна (фін. і карел. Äänislina) — місто на північному заході Росії, столиця Республіки Карелія, адміністративний центр Петрозаводського міського округу і Прионезького району Карелії (не входить до складу району).
Також мав назву Шуйський Завод (1703—1704), Петровська Слобода (1704—1777), та під час фінської окупації носив назву Яаніслінна (1941—1944).

## Історія
Археологічні знахідки у місті свідчать про наявність поселення ще семи тисяч років тому, а за часів середньовіччя тут існувало декілька озерних сіл. Згідно карти, фламандського картографа Абрагамом Ортеліусом наприкінці XVI століття, тут поселення є під назвою Онегаборг на місці сучасного Петрозаводська.
11 вересня 1703 р. князь Меншиков заснував поселення Петровська слобода, за дорученням царя Петра Першого, який потребував нового ливарного заліза для виготовлення гармат і якорів для Балтійського флоту під час Великої Північної війни (1700—1721). Спочатку ливарний завод мав назву Шуйський завод (буквально «завод на річці Шуя»), але за десять років його перейменували на Петровський завод, на честь правлячого монарха. З цієї форми походить теперішня назва міста.
До 1717 р. Петровська Слобода переросла у найбільше поселення Карелії, яке мало близько 3500 мешканців, з дерев'яною фортецю, критий ринок та мініатюрними палацами царя та Меншикова. Найвідомішою пам'яткою міста стала дерев'яна церква святих Петра і Павла, перебудована в 1772 році та реконструйована в 1789 р. Церква зберегла свій первісний іконостас, поки ця реліквія часів царювання Петра не була знищена пожежею 30 жовтня 1924 року.
Після смерті Петра Петровська Слобода зазнала депопуляції, а завод занепав. Він закрився в 1734 році, хоча іноземні промисловці мали мідні заводи поблизу.
Промисловість відродилася в 1773 році, коли Катерина ІІ наказала побудувати новий ливарний завод за річкою Лососинка. Призначений для виготовлення гармат для російсько-турецької війни, ливарний завод був названий Олександровським, на честь Олександра Невського, який вважався покровителем краю. Завод було модернізовано та розширено під орудою Чарльза Гаскойна у 1787–96. Місцеві краєзнавці стверджують, що перша промислова залізниця у світі (чавунний колесопровід) була відкрита для промислового використання Олександрівським ливарним заводом у 1788 році.
Під час муніципальної реформи Катерини 1777 року Петровська Слобода була включена до складу міста, після чого назва була змінена на Петрозаводськ. Тоді був побудований новий центр міста у стилі неокласики, навколо на нещодавно запланованої Круглої площі. В 1784 році Петрозаводськ був достатньо великим, щоб замінити Олонець як адміністративний центр регіону. Хоча імператор Павло скасував Олонецьке намісництво, воно було відроджено як окрема губернія в 1801 році, а Петрозаводськ — його адміністративний центр.
Під час фінської окупації носив назву Яаніслінна (фін. Äänislinna) (1941—1944). Нова назва — буквальний переклад назви Онегаборгу, а Яанінен (фін. Ääninen) є фінською назвою Онезького озера.

## Географія
Місто розташоване на західному березі Онезького озера (на березі Петрозаводської губи). Відстань до Санкт-Петербурга є приблизно 420 км, до Москви — 1000 км.

### Клімат
| Клімат Петрозаводська     | Клімат Петрозаводська | Клімат Петрозаводська | Клімат Петрозаводська | Клімат Петрозаводська | Клімат Петрозаводська | Клімат Петрозаводська | Клімат Петрозаводська | Клімат Петрозаводська | Клімат Петрозаводська | Клімат Петрозаводська | Клімат Петрозаводська | Клімат Петрозаводська | Клімат Петрозаводська |
| Показник                  | Січ.                  | Лют.                  | Бер.                  | Квіт.                 | Трав.                 | Черв.                 | Лип.                  | Серп.                 | Вер.                  | Жовт.                 | Лист.                 | Груд.                 | Рік                   |
| Середній максимум, °C     | −7,6                  | −6,7                  | −0,7                  | 5,8                   | 13,3                  | 18,9                  | 21,0                  | 18,7                  | 12,9                  | 6,0                   | −0,1                  | −4,4                  | 6                     |
| Середня температура, °C   | −11,1                 | −10,1                 | −4,6                  | 1,8                   | 8,3                   | 13,8                  | 16,2                  | 14,5                  | 9,3                   | 3,3                   | −2,6                  | −7,5                  | 2                     |
| Середній мінімум, °C      | −14,6                 | −13,4                 | −8,5                  | −2,2                  | 3,4                   | 8,8                   | 11,4                  | 10,3                  | 5,7                   | 0,7                   | −5                    | −10,5                 | −1                    |
| Норма опадів, мм          | 30                    | 21                    | 29                    | 33                    | 40                    | 55                    | 64                    | 86                    | 68                    | 63                    | 47                    | 38                    | 574                   |
| ------------------------- | --------------------- | --------------------- | --------------------- | --------------------- | --------------------- | --------------------- | --------------------- | --------------------- | --------------------- | --------------------- | --------------------- | --------------------- | --------------------- |
| Джерело: climate-data.org |                       |                       |                       |                       |                       |                       |                       |                       |                       |                       |                       |                       |                       |

## Транспорт
Місто обслуговує аеропорт Петрозаводськ та залізнична станція на Жовтневій залізниці. Станція Петрозаводськ — великий вузол залізничних ліній (на Санкт-Петербург, Мурманськ, Сортавала, Костомукшу).
Через Петрозаводськ проходить міжнародний туристичний маршрут Блакитна дорога та федеральна автомагістраль E 105 Р21 «Кола» (Санкт-Петербург — Мурманськ — Норвегія). Крім цього Петрозаводськ є початком ряду доріг регіонального значення: А133 Петрозаводськ — Суоярві і Р19 Петрозаводськ — Вознесіння — Оштинський Погост.
Громадський транспорт представлено автобусами і тролейбусами.
Розвинений у місті й водний транспорт: діють Петрозаводський порт та водний вокзал, від якого за маршрутами Петрозаводськ — Кижі, Петрозаводськ — Сінна Губа, Петрозаводськ — Велика Губа курсують судна типів «Метеор» і «Комета». Також до Петрозаводська заходять круїзні теплоходи російських туристичних компаній на шляху на Кижів.

## Освіта
- Петрозаводський державний університет
- Петрозаводська державна консерваторія імені А. К. Глазунова
- Карельський інститут туризму
- Петрозаводський музичний коледж імені К. Е. Раутіо
- Петрозаводський базовий медичний коледж
- Петрозаводський індустріальний коледж

## Культура

### Театри
- Національний театр Республіки Карелія
- Музичний театр Республіки Карелія
- Театр драми Республіки Карелія «Творча майстерня»
- Державний театр ляльок Республіки Карелія

### Музеї
- Музей образотворчих мистецтв Республіки Карелія
- Національний музей Республіки Карелія
- Музей промислової історії Петрозаводська

## Відомі люди

### Відомі уродженці
- Куриленко Володимир Юрійович (1996—2023) — український військовослужбовець, учасник російсько-української війни.
- Іссерсон Зінаїда Михайлівна (1909—1996) — лікар-хірург, діяч охорони здоров'я, Заслужений лікар РРФСР.
- Орфинська Ольга В'ячеславівна (* 1958) — радянський і російський історик. Фахівець з археологічного текстилю.
- Павлова Віра Петрівна (19 серпня 1928) — український географ-картограф, кандидат географічних наук, доцент Київського національного університету імені Тараса Шевченка.
- Пушкіна Оксана Вікторівна (1963) — російська тележурналістка.

## Галерея

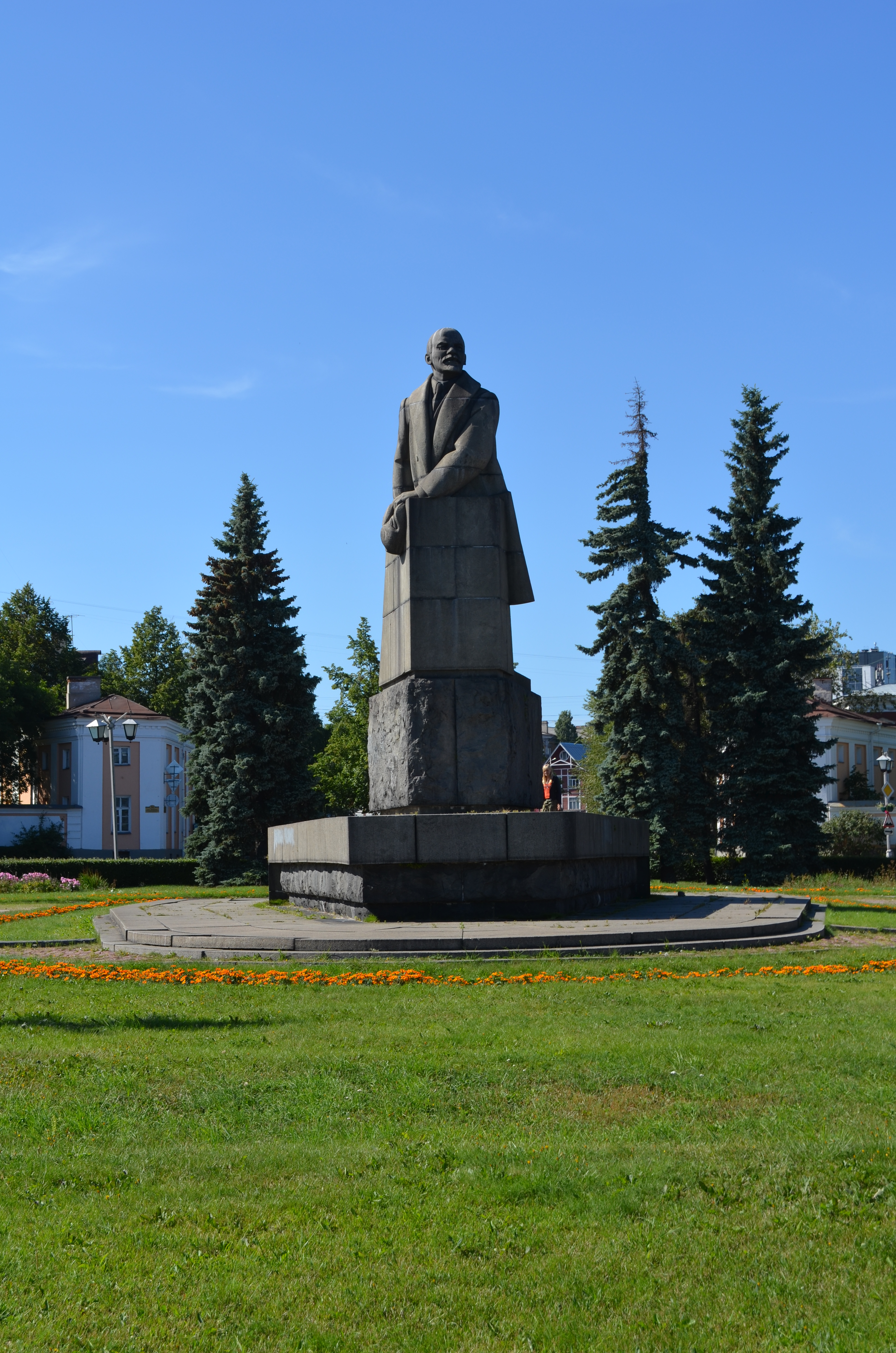
Пам'ятник Леніну
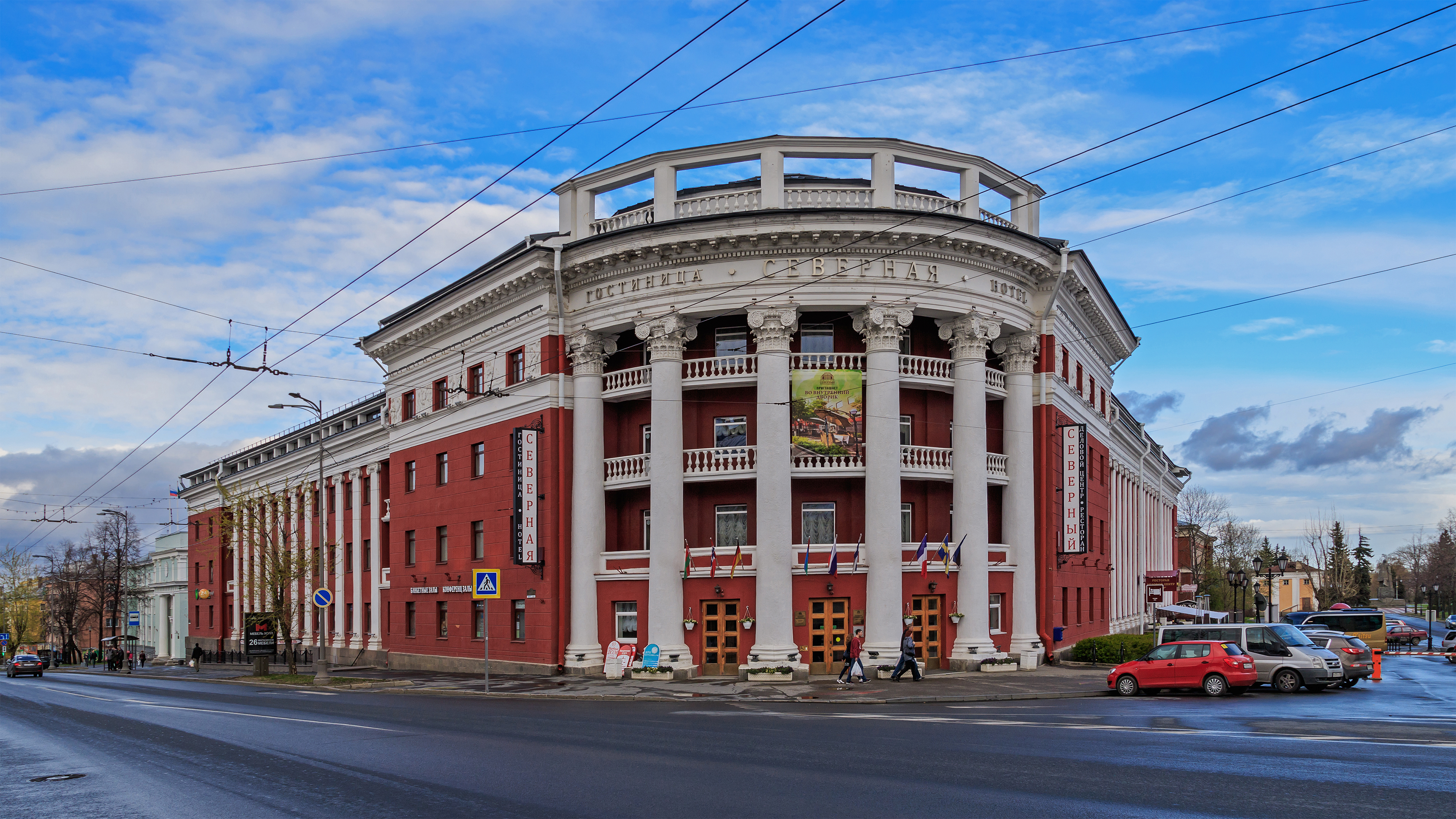
Готель "Північний"
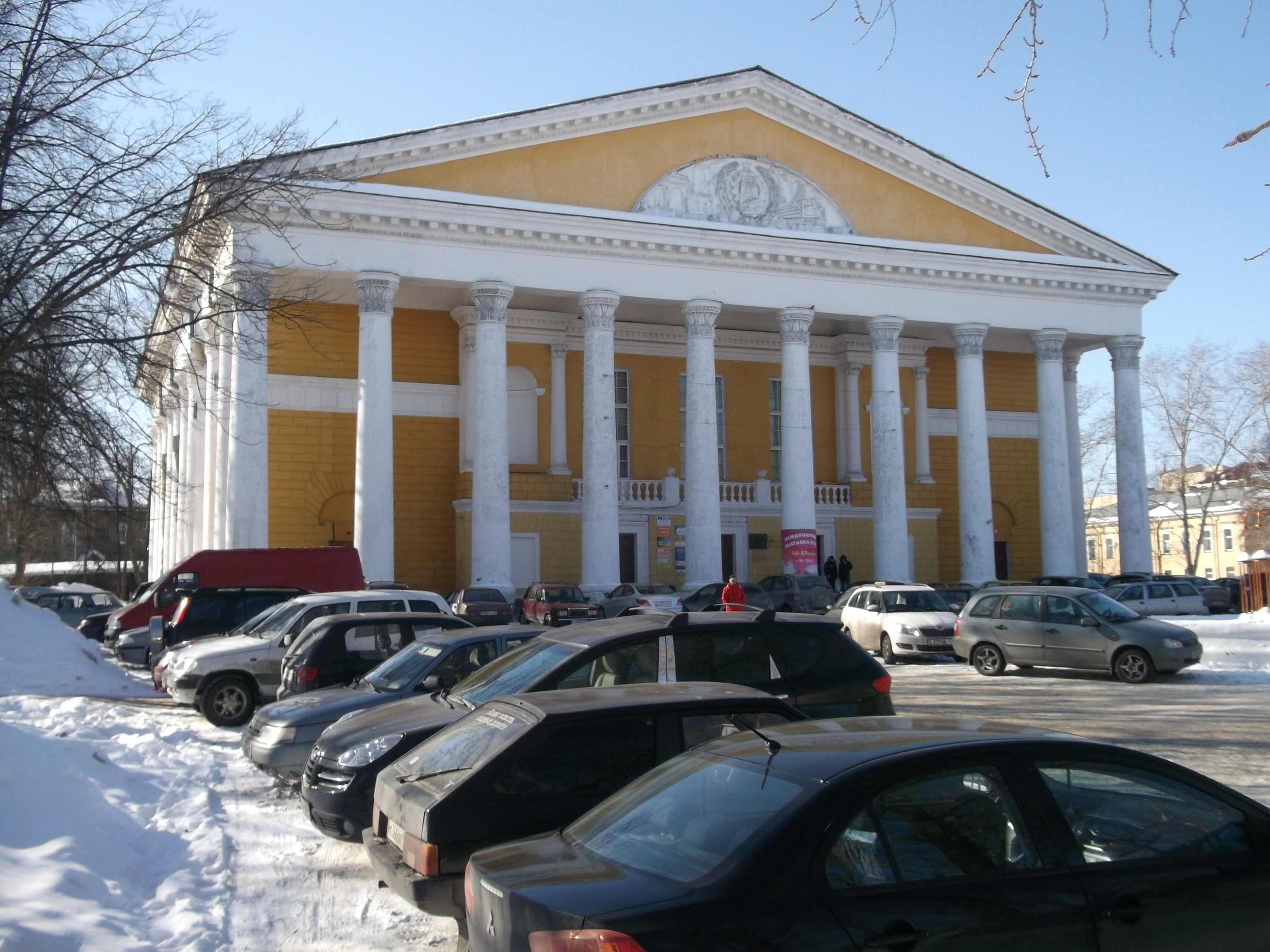
Будинок культури Онезького тракторного заводу
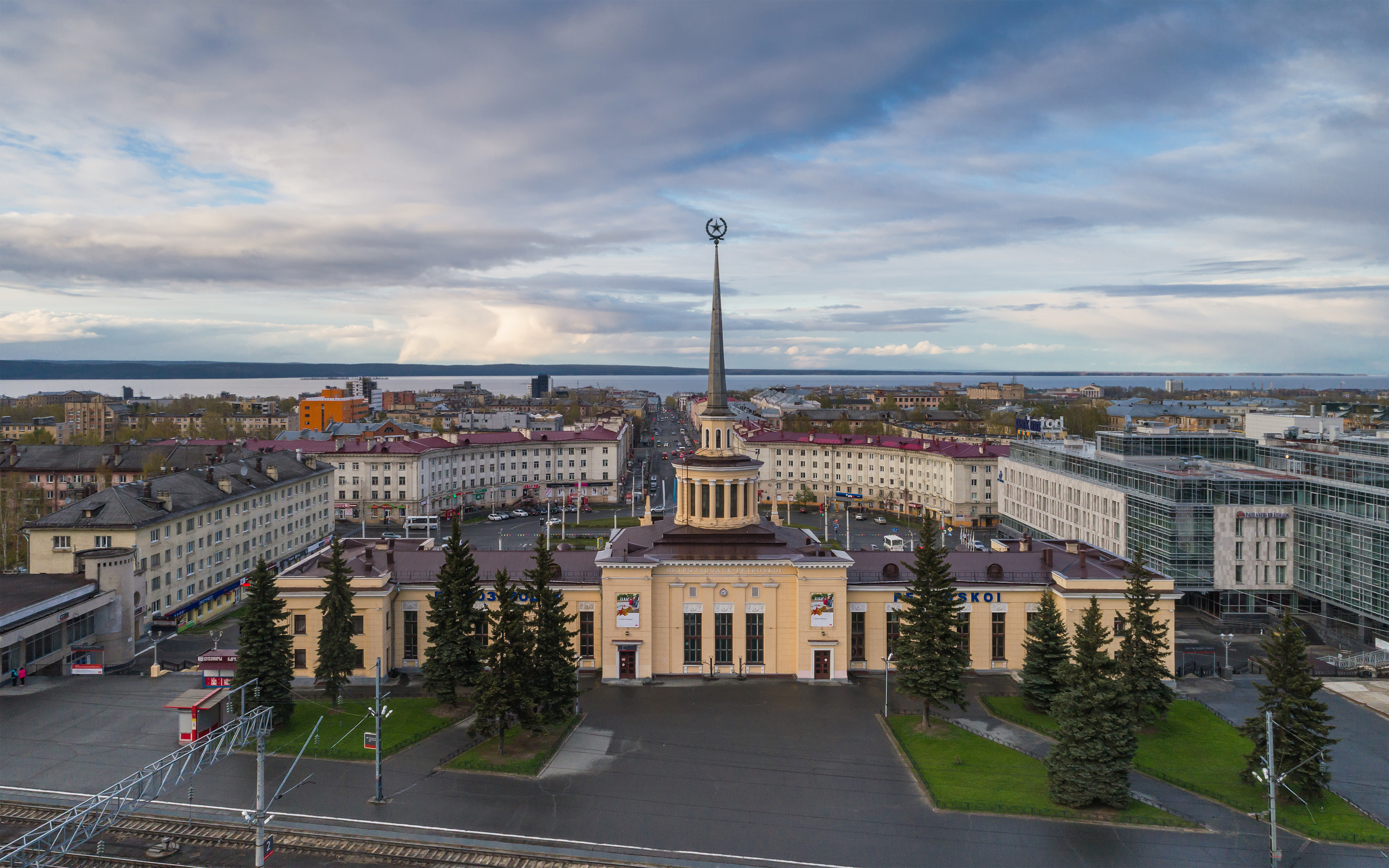
Залізничний вокзал
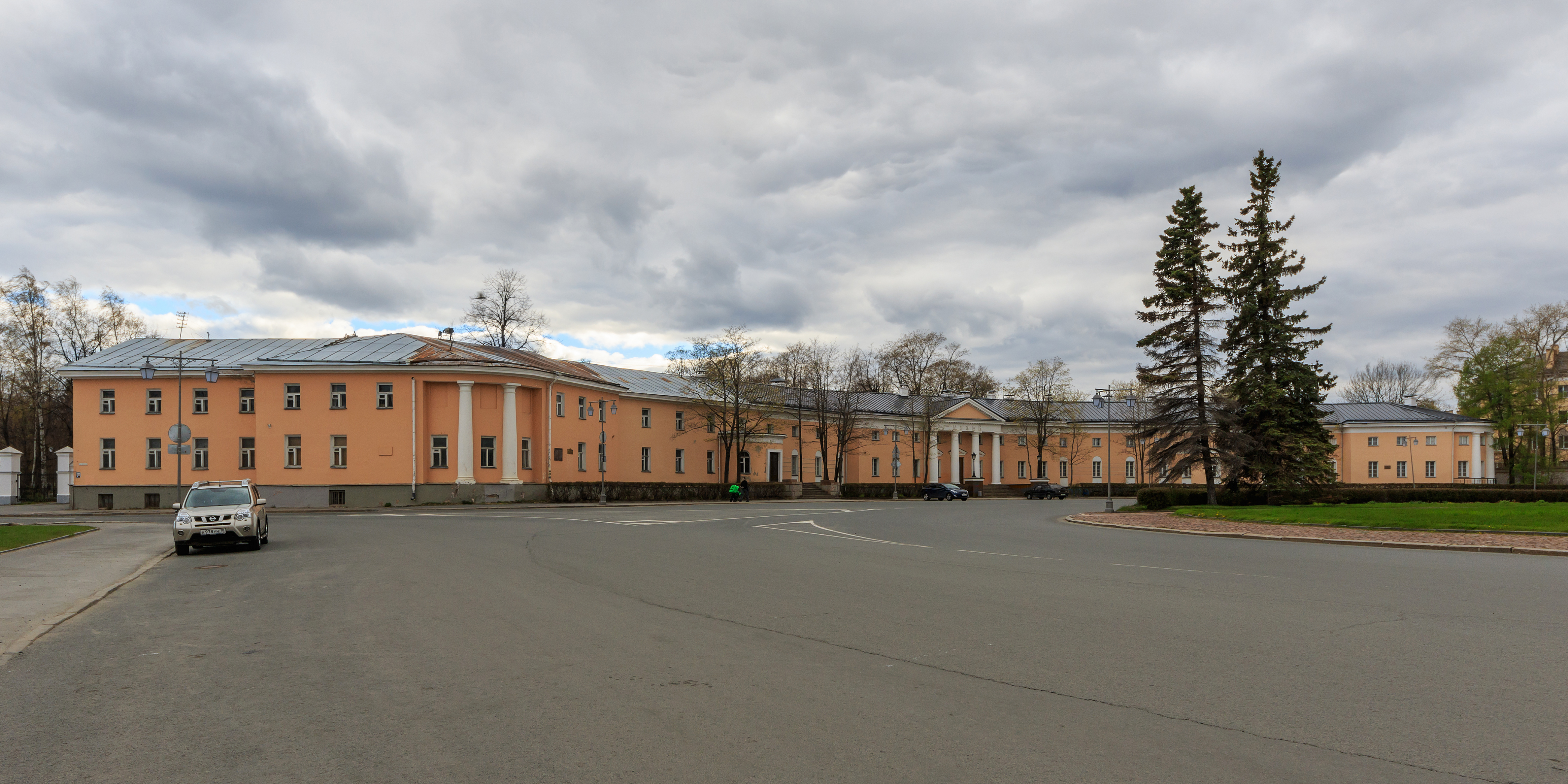
Національний музей Карелії
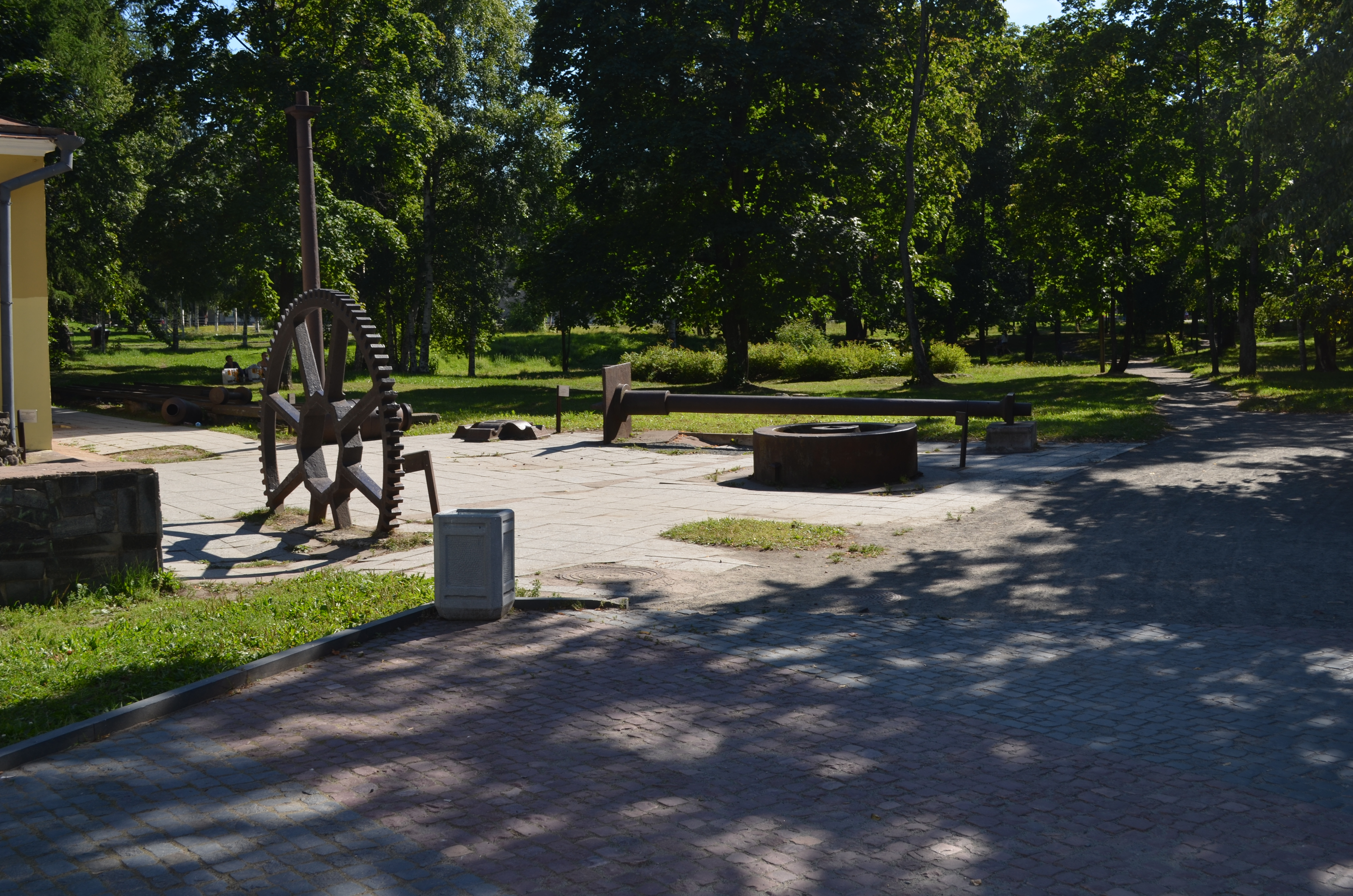
Губернаторський парк
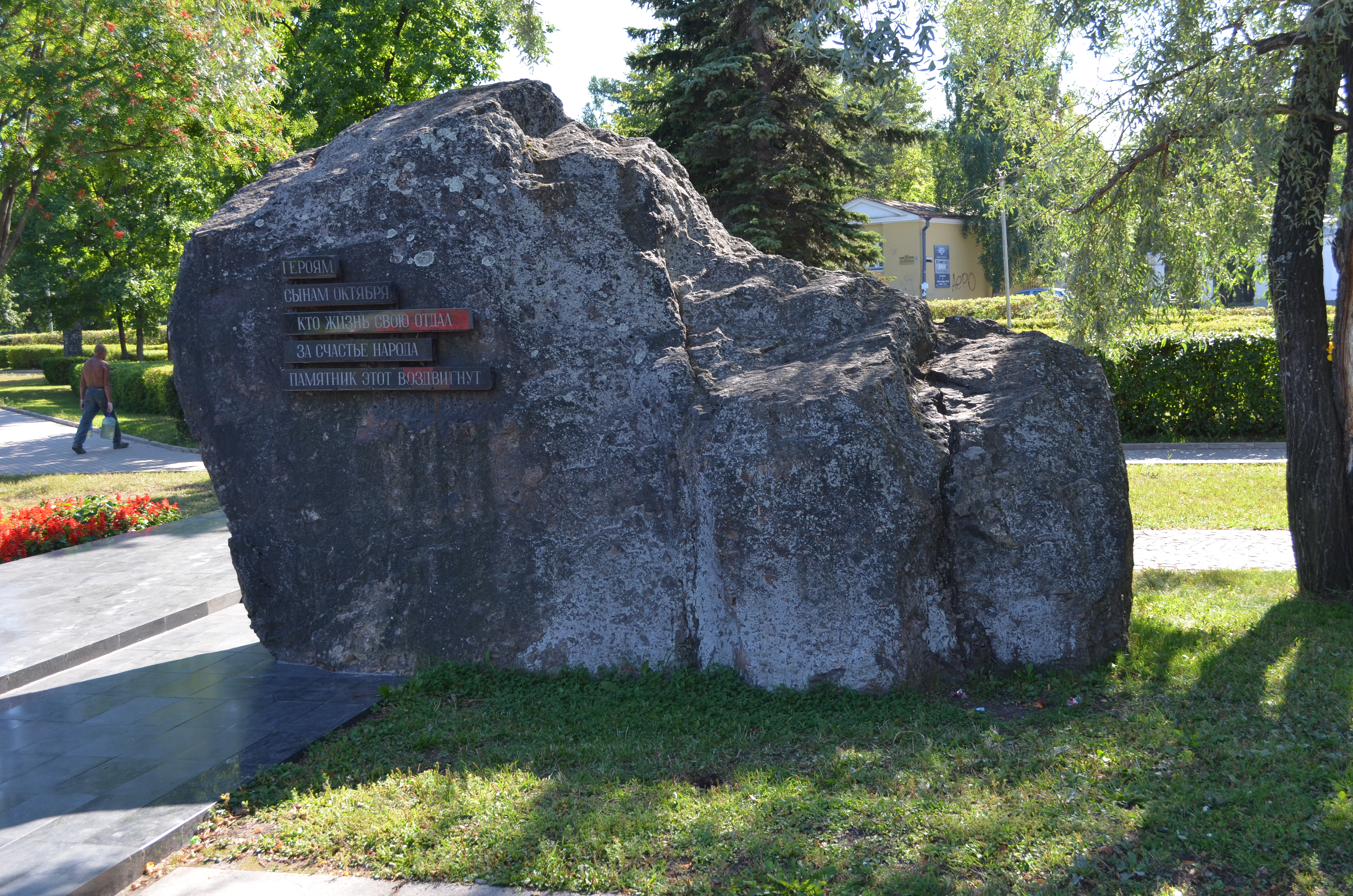
Пам'ятний камінь на військовому меморіалі
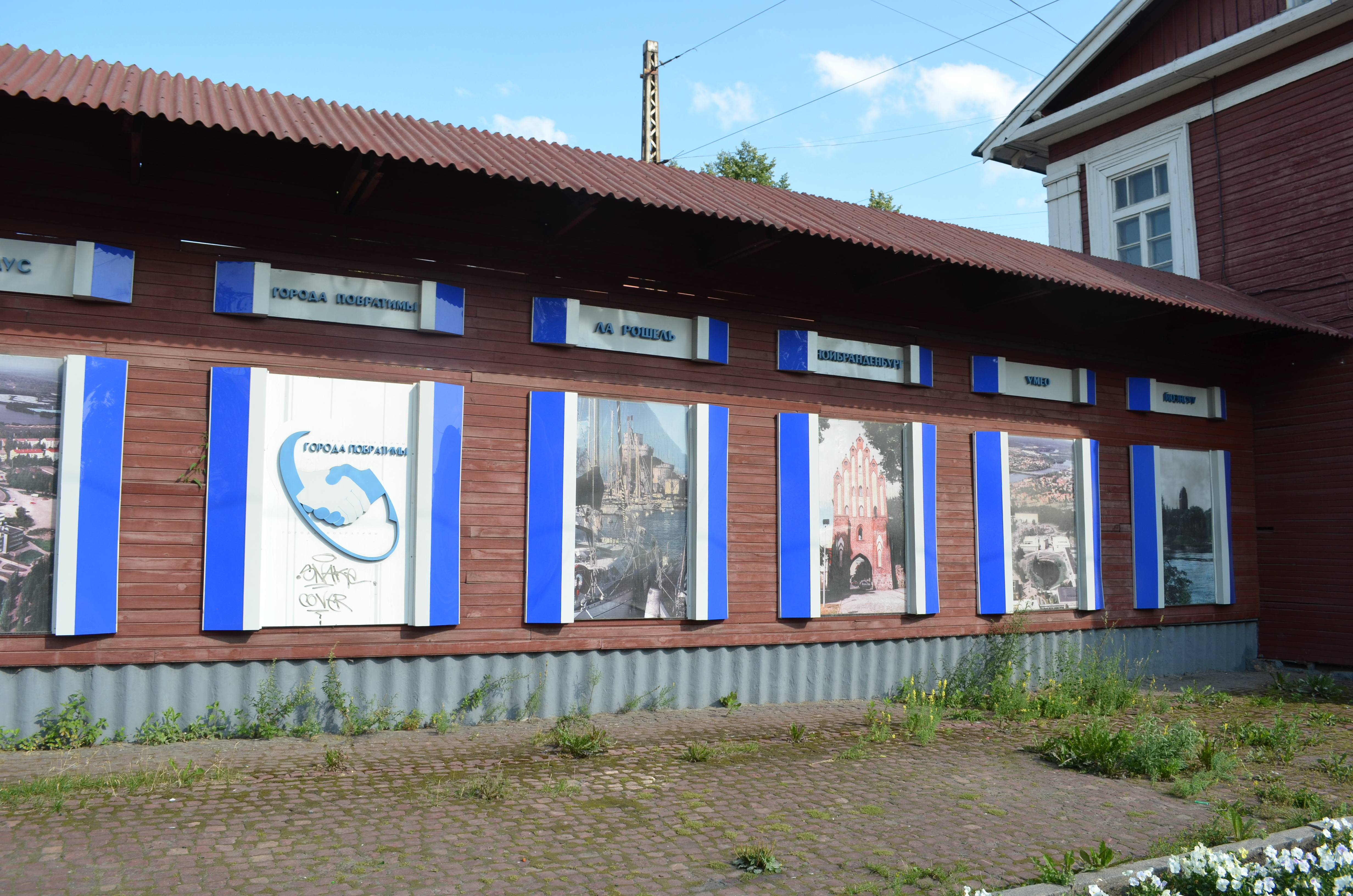
Галерея міст-побратимів
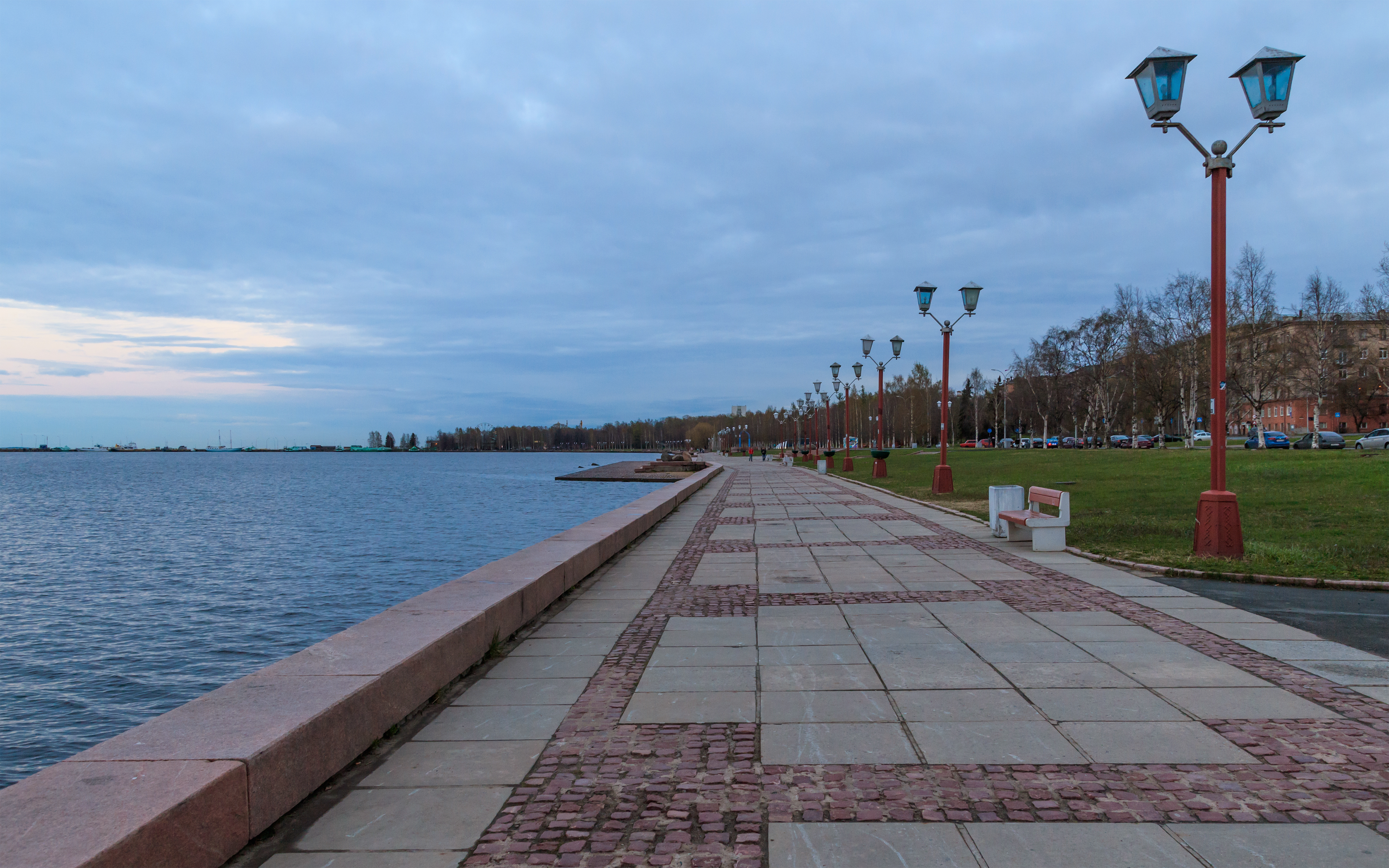
Набережна в Петрозаводську
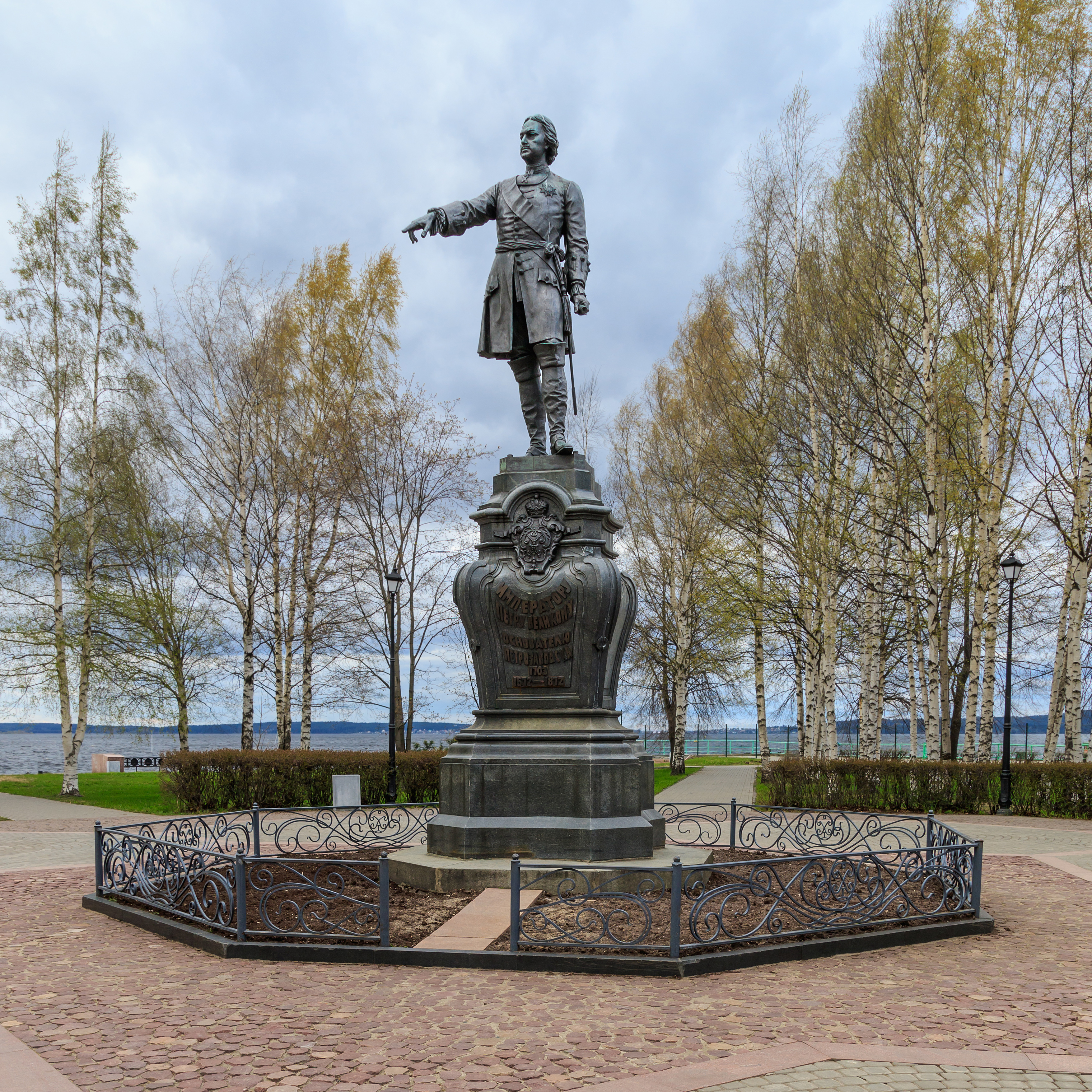
Пам'ятник Петру I
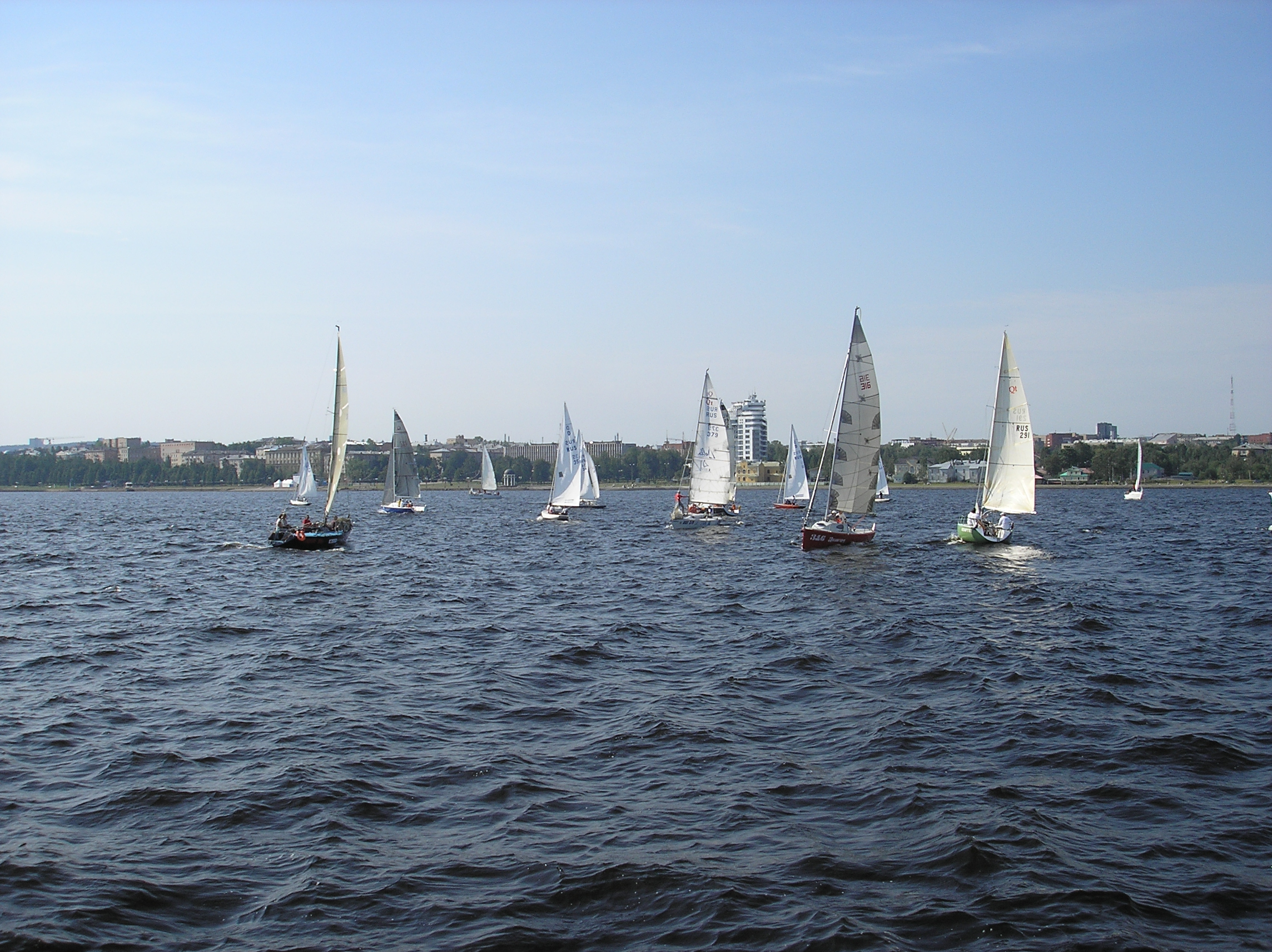
40-а парусна регата "Онего-2011"
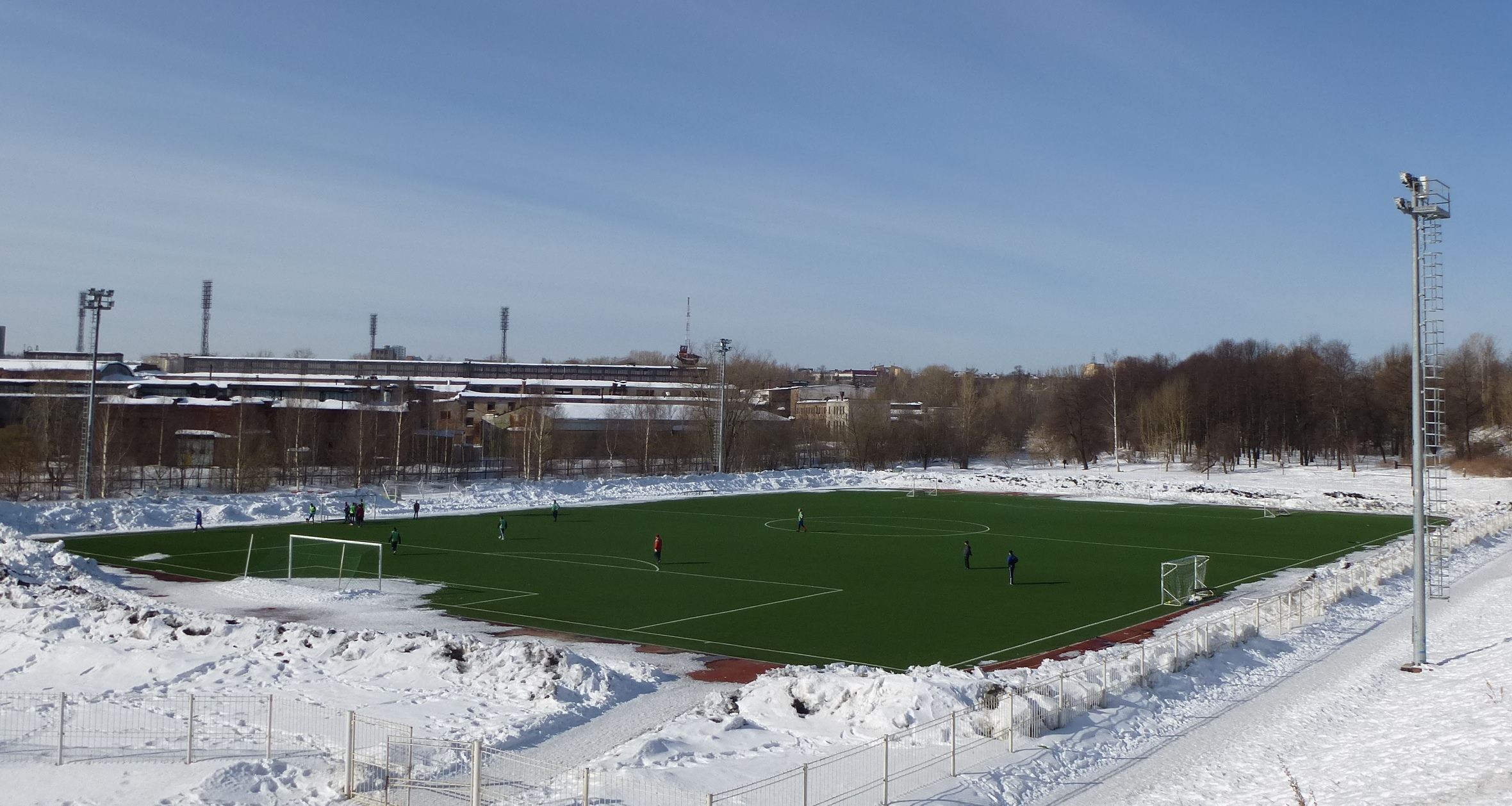
Стадіон "Юність"
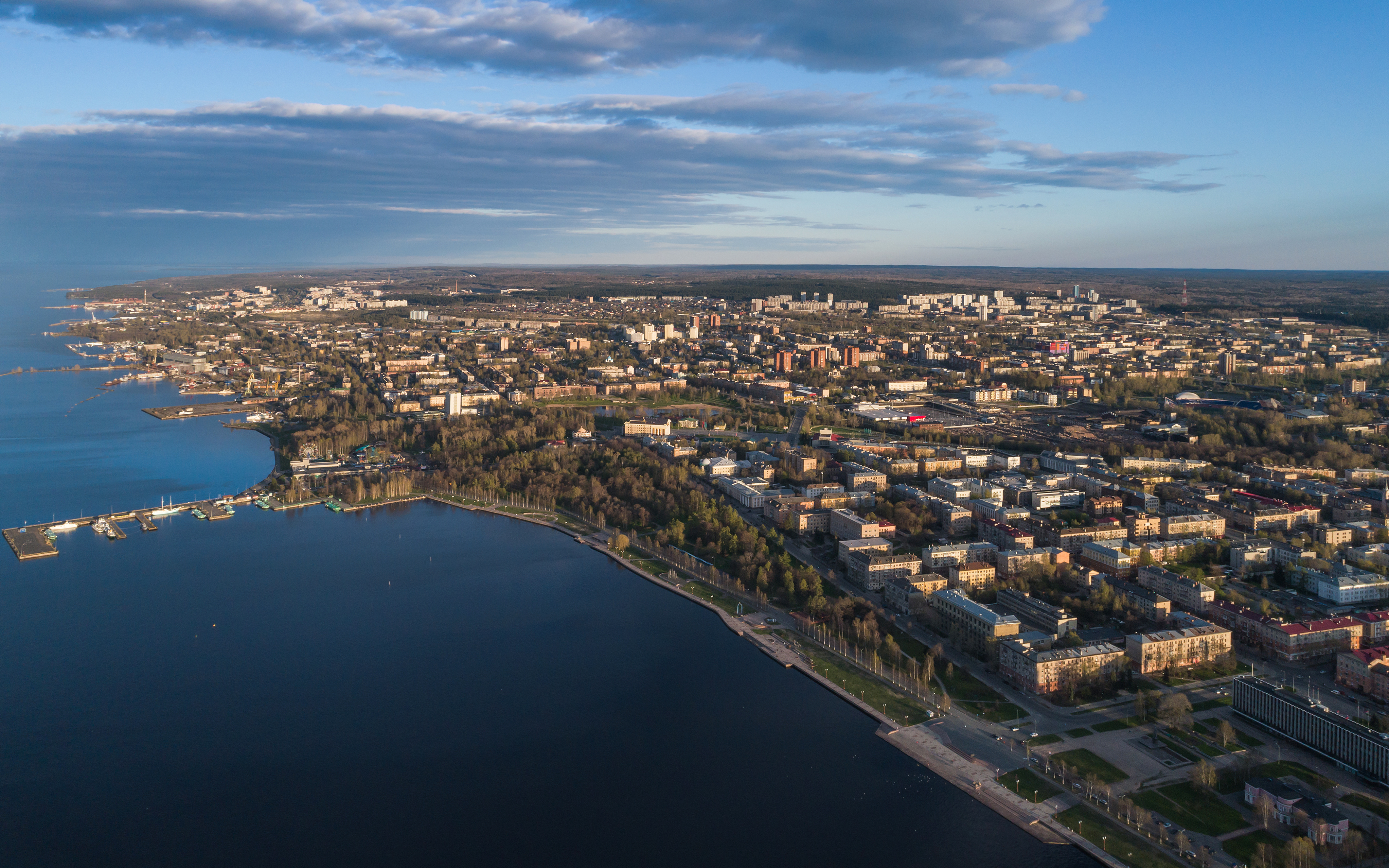
Вид на місто
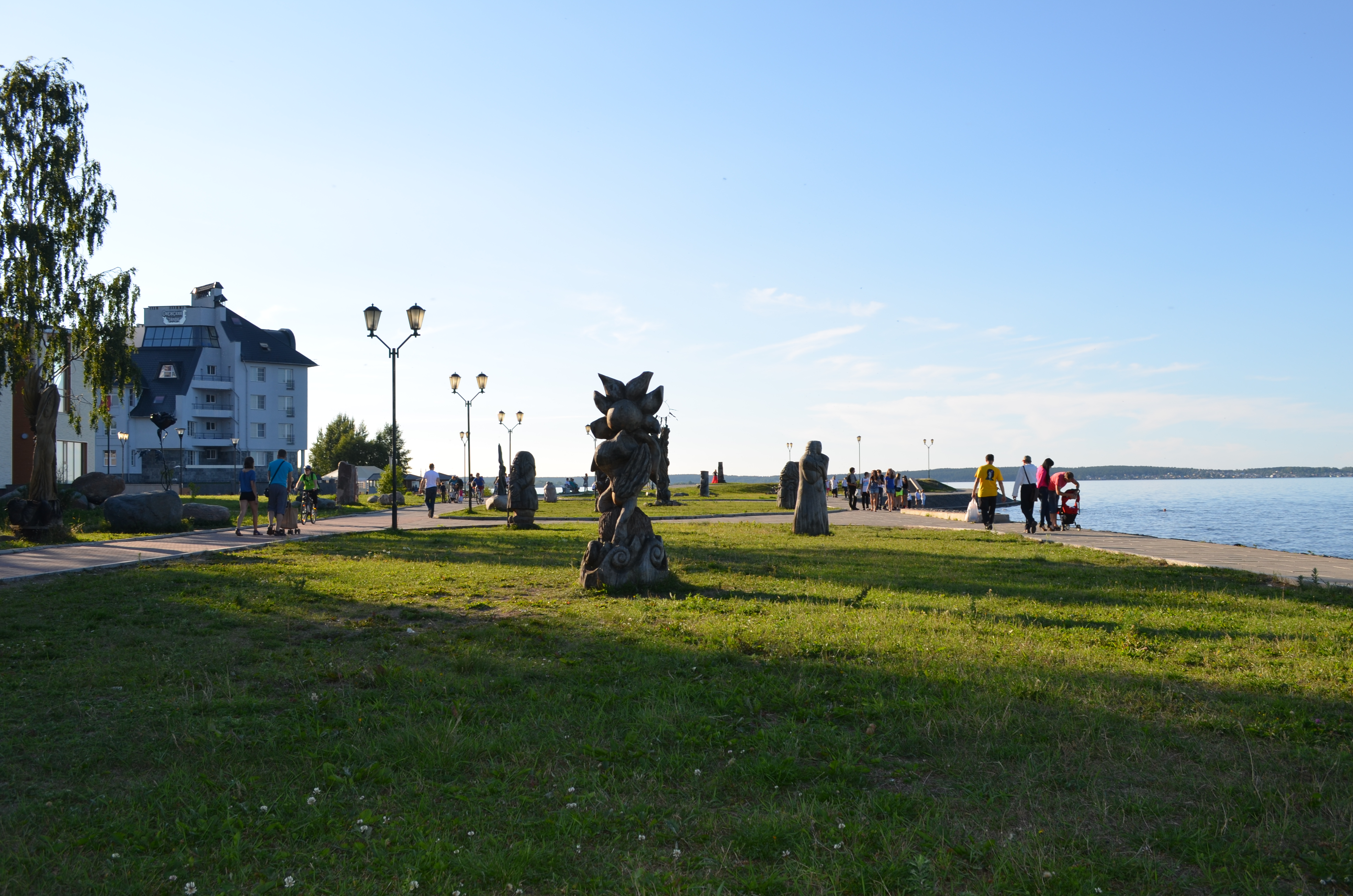
Скульптури на набережній Онезького озера